# كينيث سكوت
كينيث سكوت (17 أغسطس 1915 في المملكة المتحدة - 9 أغسطس 1943) (بالإنجليزية: Kenneth Scott)‏ هو لاعب كريكت بريطاني (وحمل سابقاً جنسية المملكة المتحدة لبريطانيا العظمى وأيرلندا).